# General de cuatro estrellas

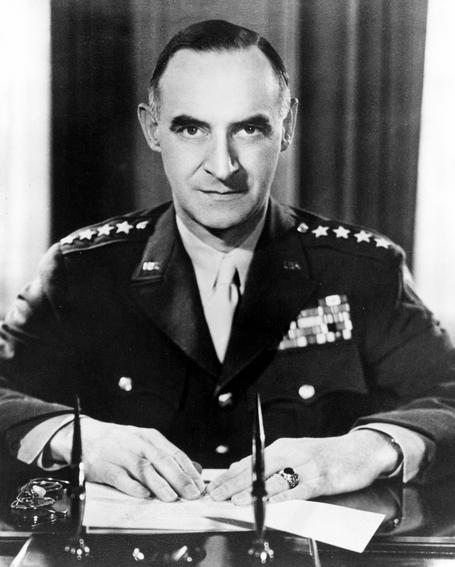
Lucius D. Clay. 1947

El término general de cuatro estrellas o rango de cuatro estrellas (en inglés: four-star rank) es la denominación empleada por las fuerzas armadas de algunos países y organizaciones para denotar el grado ostentado por oficiales generales que corresponde al código OTAN OF-9, siendo habitualmente el más alto grado militar concedido en tiempos de paz. El grado es paralelo al rango de general (Estados Unidos, Reino Unido, Alemania), general de Ejército (España, Francia) o coronel general.

## Descripción

### Estados Unidos
Históricamente, el término ha sido usado principalmente en Estados Unidos como sinónimo del grado de general, denominado también full general («general pleno») para distinguirlo del empleo generalizado de la palabra general para toda la escala de oficiales generales, recibiendo el nombre de four-star general o four-star rank (del mismo modo que otros grados generales se denominan por el número de estrellas del rango, siendo, por ejemplo, one-star general empleado para general de brigada). El término también es empleado para full admiral («almirante pleno») en la armada estadounidense. En este país, como es el caso de otros, hay más de un general de cuatro estrellas en servicio activo, siendo el cargo, puesto o mando que ostenta uno el que indica su superioridad con respecto al otro. Por ejemplo, tanto el presidente del Estado Mayor Conjunto como el vicepresidente del Estado Mayor Conjunto y el jefe del Estado Mayor del Ejército ostentan este rango, siendo el primero el superior de los otros dos. En 2020, el ejército estadounidense llegó a tener el mayor número de generales de cuatro estrellas en servicio activo desde el final de la Segunda Guerra Mundial.
Por lo contrario, en algunos países el jefe supremo de las fuerzas armadas dispone de un rango mayor al de los demás, pudiendo corresponder al de un general de tres, cuatro o cinco estrellas (dependiendo de cada país).
Estados Unidos es también el primer país (y uno de muy escasos hasta la fecha) en conceder el rango de cuatro estrellas a mujeres. Mientras que en la mayoría de países el acceso de mujeres al generalato en su conjunto ha sido muy limitado (en España solo en 2019 fue concedido por primera vez el rango de general de brigada —paralelo al rango de una estrella— a una mujer), las fuerzas armadas estadounidenses han visto a varias mujeres «llevar cuatro estrellas sobre sus hombros», siendo la primera Ann Dunwoody en 2008.

### Mandos habituales
En tiempos de guerra, un general de cuatro estrellas puede estar al mando de un ejército (en el sentido de unidad militar) o un grupo de ejércitos (cuando el escalafón no dispone del grado de mariscal de campo), mientras que el teatro de operaciones o frente queda bajo la supervisión de un mariscal o un general de cinco estrellas (denominado a veces general de los ejércitos) en conjunto con el mando político. Es importante distinguir entre el grado (empleo) de general de Ejército en algunos países y el mando (función) de «general del Ejército» (con el artículo definido) que se ejerce en el campo de batalla.

Almirante OF-9, Australia

### Diseño del rango
En muchos países el diseño del rango incluye en efecto cuatro estrellas, lo cual es el caso de la mayoría de las fuerzas armadas de la OTAN, si bien en algunos casos las estrellas son sustituidas por otras formas con un significado similar. En muchos países, los grados generales incluyen además la forma de una cruz de espadas, sables, batones, vainas, ramas de hojas o una combinación de cualquiera de ellos. No obstante, la denominación de cuatro estrellas se usa también por ejércitos cuyo diseño del rango no incluye el correspondiente número de estrellas u otros elementos, como en el caso del Ejército británico.
Aunque el término suele ir ligado al código correspondiente de la OTAN, esta designación es usada también en las fuerzas armadas de ciertos países no miembros de dicha organización. En algunos, la sucesión de estrellas en los rangos guarda una estructura similar hasta las tres estrellas, cambiando la forma de cuatro estrellas por la de una estrella más grande (o un símbolo equivalente).

### Comparación con otros rangos
En algunos países, por encima del grado de cuatro estrellas puede haber un grado más, el de general de cinco estrellas, correspondiente al código OTAN OF-10, siendo un rango concedido normalmente solo en tiempos de guerra (lo mismo que el rango de mariscal de campo) o como grado honorífico o ceremonial. No obstante, como grado hereditario o inherente, en ciertos países puede corresponder al jefe de Estado, como es el caso de España, donde el rango de capitán general es ostentado por el rey. En Estados Unidos, este rango, que consta de cinco estrellas dispuestas en círculo, se denomina General of the Army, que aunque se traduce literalmente en «general del Ejército», es de mayor grado que el rango homónimo español.
Por otra parte, en países que disponen de fuerzas armadas de tamaño más reducido, muchas veces el rango más alto del que se dispone es el de teniente general (paralelo al rango de tres estrellas), ostentado en algunos casos únicamente por el comandante en jefe de las fuerzas armadas.

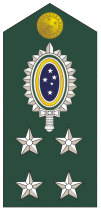
General de exército, Brasil

### Otros países
Brasil
En Brasil, el grado de cuatro estrellas es reservado para los siguientes empleos:
- General de exército, el rango superior del Ejército.
- Almirante de esquadra, el rango superior de la armada.
- Tenente brigadeiro, el rango superior de la fuerza aérea.

Reino Unido
En el Reino Unido, el grado de general, el más alto del Ejército en tiempos de paz, también recibe a veces la denominación de 4-star rank o 4-star officer, aunque el diseño de los rangos del generalato británico corresponde al modelo XOO (lo mismo que algunas otras fuerzas armadas). Cabe destacar que en las fuerzas armadas británicas son solo tres los grados de oficiales generales, ya que el rango de brigadier, paralelo al de general de brigada, no se considera un oficial general sino el más alto de los oficiales superiores, por encima de coronel (de ahí que no lleva la cruz de espada y bastón). Sin embargo, puesto que suele tener el mando de las mismas unidades que un general de brigada, se refiere a él como 1-star rank, mientras que los generales reciben una denominación similar a la de otros ejércitos.